# Flatida coccinea
Flatida coccinea – gatunek pluskwiaka z rodziny Flatidae i podrodziny Flatinae. Endemit Madagaskaru.

## Taksonomia
Gatunek ten opisany został w 1955 roku przez Jacquesa Aubera pod nazwą Phromnia coccinea. Jako miejsce typowe wskazano Ampijoroę w pobliżu Tsaramandroso, w dystrykcie Ambato-Boeny regionu Boeny na północy Madagaskaru. Liczący kilkanaście okazów materiał typowy zdeponowano w Muzeum Historii Naturalnej w Paryżu oraz w Institut Recherche Scientifique de Madagascar. W 1957 roku Zeno Payne Metcalf zsynonimizował rodzaj Phromnia z Flatida, stąd obecna kombinacja.

## Morfologia
Pluskwiak osiągający od 18 do 21,5 mm długości pokryw. W jego ubarwieniu dominuje czerwień lub pomarańcz.
Głowa jest czerwona, o słabo rozbiegających się ku nadustkowi, przewężonych między czułkami i silniej rozbiegających się ku potylicy żeberkach czołowych. Czułki są czerwone z czarną wierzchołkową połową drugiego członu, który to jest dwukrotnie dłuższy od członu pierwszego. Biczyk ma człon pierwszy wykształcony lepiej niż pozostałe.
Przedplecze ma przednią krawędź pośrodku wciętą, wskutek czego robi wrażenie dwupłatowej. Powierzchnia przedplecza zaopatrzona jest w żeberko środkowe, parę słabiej zaznaczonych żeberek bocznych oraz biegnące prostopadle do żeberek nieregularne bruzdy. Wysklepione, sercowate w zarysie śródplecze również ma żeberko środkowe i parę słabiej zaznaczonych żeberek bocznych. Pokrywy są czerwone z niewielkim, białawym nabrzmieniem na remigium między odgałęzieniami pierwszej żyłki kubitalnej. Bliższa część krawędzi kostalnej pokrywy jest słabiej uwypuklona, a wierzchołkowa krawędź słabiej zaokrąglona niż u F. rubra. Odnóża są żółtawoczerwone z ciemniejszymi stopami i pazurkami, dwoma czarnymi kolcami na zewnętrznych listewkach goleni tylnej pary oraz czarnych kolcach na odsiebnych krawędziach tychże goleni i dwóch pierwszych członów stóp.
Odwłok jest żółtawobrązowy. Genitalia samca cechują się ruchomymi członami paramer dłuższymi niż połowa długości osłonki fallusa, wyraźnie ku szczytowej ⅓ rozszerzonymi, na wierzchołkach zakrzywionymi i przekręconymi.

## Ekologia i występowanie
Owad endemiczny dla Madagaskaru.
Pluskwiak ten żeruje na pędach Elachyptera minimiflora w dużych, kolonijnych agregacjach. W czasie suchej pory zimowej stadia larwalne tego piewika wydzielają kropelki spadzi, które opadają na liście pod kolonią i zasychają. Wydzielina ta zawiera duże ilości cukrów i stosunkowo niewielkie ilości białek. Stanowi ona istotny składnik diety niektórych lemurkowatych. Ssaki te mogą ją zarówno zlizywać z owadów, jak i, zaschniętą, spożywać z liści. U mikruska malutkiego spadź ta stanowi aż 82% diety. Chętnie zjadana jest też przez mikrusa ogoniastego i mikruska myszatego, zwłaszcza w porze suchej, gdy inny pokarm jest niedostępny.